# Llista d'asteroides/148301-148400
| Nom      | Designació provisional | Data de descobriment   | Lloc de descobriment | Descobridor/s |
| -------- | ---------------------- | ---------------------- | -------------------- | ------------- |
| 148301 - | 2000 JJ2               | 3 de maig de 2000      | Socorro              | LINEAR        |
| 148302 - | 2000 JR62              | 9 de maig de 2000      | Socorro              | LINEAR        |
| 148303 - | 2000 KQ14              | 28 de maig de 2000     | Socorro              | LINEAR        |
| 148304 - | 2000 KF41              | 31 de maig de 2000     | Prescott             | P. G. Comba   |
| 148305 - | 2000 KD55              | 27 de maig de 2000     | Socorro              | LINEAR        |
| 148306 - | 2000 KR68              | 29 de maig de 2000     | Kitt Peak            | Spacewatch    |
| 148307 - | 2000 LR33              | 4 de juny de 2000      | Haleakala            | NEAT          |
| 148308 - | 2000 LF36              | 1 de juny de 2000      | Haleakala            | NEAT          |
| 148309 - | 2000 NA4               | 3 de juliol de 2000    | Kitt Peak            | Spacewatch    |
| 148310 - | 2000 NN4               | 3 de juliol de 2000    | Kitt Peak            | Spacewatch    |
| 148311 - | 2000 NE22              | 7 de juliol de 2000    | Socorro              | LINEAR        |
| 148312 - | 2000 OP1               | 23 de juliol de 2000   | Socorro              | LINEAR        |
| 148313 - | 2000 OZ22              | 23 de juliol de 2000   | Socorro              | LINEAR        |
| 148314 - | 2000 OH52              | 24 de juliol de 2000   | Anderson Mesa        | LONEOS        |
| 148315 - | 2000 PU6               | 4 d'agost de 2000      | Socorro              | LINEAR        |
| 148316 - | 2000 PL18              | 1 d'agost de 2000      | Socorro              | LINEAR        |
| 148317 - | 2000 QX12              | 24 d'agost de 2000     | Socorro              | LINEAR        |
| 148318 - | 2000 QK13              | 24 d'agost de 2000     | Socorro              | LINEAR        |
| 148319 - | 2000 QO32              | 26 d'agost de 2000     | Socorro              | LINEAR        |
| 148320 - | 2000 QV47              | 24 d'agost de 2000     | Socorro              | LINEAR        |
| 148321 - | 2000 QV52              | 24 d'agost de 2000     | Socorro              | LINEAR        |
| 148322 - | 2000 QT57              | 26 d'agost de 2000     | Socorro              | LINEAR        |
| 148323 - | 2000 QP64              | 28 d'agost de 2000     | Socorro              | LINEAR        |
| 148324 - | 2000 QH81              | 24 d'agost de 2000     | Socorro              | LINEAR        |
| 148325 - | 2000 QB83              | 24 d'agost de 2000     | Socorro              | LINEAR        |
| 148326 - | 2000 QA95              | 26 d'agost de 2000     | Socorro              | LINEAR        |
| 148327 - | 2000 QD99              | 28 d'agost de 2000     | Socorro              | LINEAR        |
| 148328 - | 2000 QQ106             | 29 d'agost de 2000     | Socorro              | LINEAR        |
| 148329 - | 2000 QO107             | 29 d'agost de 2000     | Socorro              | LINEAR        |
| 148330 - | 2000 QG111             | 24 d'agost de 2000     | Socorro              | LINEAR        |
| 148331 - | 2000 QO125             | 31 d'agost de 2000     | Socorro              | LINEAR        |
| 148332 - | 2000 QY134             | 26 d'agost de 2000     | Socorro              | LINEAR        |
| 148333 - | 2000 QA149             | 30 d'agost de 2000     | Višnjan Observatory  | K. Korlević   |
| 148334 - | 2000 QB158             | 31 d'agost de 2000     | Socorro              | LINEAR        |
| 148335 - | 2000 QJ159             | 31 d'agost de 2000     | Socorro              | LINEAR        |
| 148336 - | 2000 QP166             | 31 d'agost de 2000     | Socorro              | LINEAR        |
| 148337 - | 2000 QM167             | 31 d'agost de 2000     | Socorro              | LINEAR        |
| 148338 - | 2000 QQ167             | 31 d'agost de 2000     | Socorro              | LINEAR        |
| 148339 - | 2000 QG182             | 31 d'agost de 2000     | Socorro              | LINEAR        |
| 148340 - | 2000 QN202             | 29 d'agost de 2000     | Socorro              | LINEAR        |
| 148341 - | 2000 QF203             | 29 d'agost de 2000     | Socorro              | LINEAR        |
| 148342 - | 2000 QJ242             | 27 d'agost de 2000     | Cerro Tololo         | M. W. Buie    |
| 148343 - | 2000 RK5               | 1 de setembre de 2000  | Socorro              | LINEAR        |
| 148344 - | 2000 RW18              | 1 de setembre de 2000  | Socorro              | LINEAR        |
| 148345 - | 2000 RC19              | 1 de setembre de 2000  | Socorro              | LINEAR        |
| 148346 - | 2000 RL23              | 1 de setembre de 2000  | Socorro              | LINEAR        |
| 148347 - | 2000 RC24              | 1 de setembre de 2000  | Socorro              | LINEAR        |
| 148348 - | 2000 RL24              | 1 de setembre de 2000  | Socorro              | LINEAR        |
| 148349 - | 2000 RF29              | 1 de setembre de 2000  | Socorro              | LINEAR        |
| 148350 - | 2000 RN34              | 1 de setembre de 2000  | Socorro              | LINEAR        |
| 148351 - | 2000 RH43              | 3 de setembre de 2000  | Socorro              | LINEAR        |
| 148352 - | 2000 RH45              | 3 de setembre de 2000  | Socorro              | LINEAR        |
| 148353 - | 2000 RE100             | 5 de setembre de 2000  | Socorro              | LINEAR        |
| 148354 - | 2000 RV101             | 5 de setembre de 2000  | Anderson Mesa        | LONEOS        |
| 148355 - | 2000 RA102             | 5 de setembre de 2000  | Anderson Mesa        | LONEOS        |
| 148356 - | 2000 SE9               | 23 de setembre de 2000 | Socorro              | LINEAR        |
| 148357 - | 2000 ST17              | 23 de setembre de 2000 | Socorro              | LINEAR        |
| 148358 - | 2000 SY18              | 23 de setembre de 2000 | Socorro              | LINEAR        |
| 148359 - | 2000 SM20              | 23 de setembre de 2000 | Socorro              | LINEAR        |
| 148360 - | 2000 SJ27              | 23 de setembre de 2000 | Socorro              | LINEAR        |
| 148361 - | 2000 SG36              | 24 de setembre de 2000 | Socorro              | LINEAR        |
| 148362 - | 2000 SG46              | 22 de setembre de 2000 | Socorro              | LINEAR        |
| 148363 - | 2000 SX90              | 22 de setembre de 2000 | Socorro              | LINEAR        |
| 148364 - | 2000 SN91              | 23 de setembre de 2000 | Socorro              | LINEAR        |
| 148365 - | 2000 SP94              | 23 de setembre de 2000 | Socorro              | LINEAR        |
| 148366 - | 2000 SM100             | 23 de setembre de 2000 | Socorro              | LINEAR        |
| 148367 - | 2000 SS101             | 24 de setembre de 2000 | Socorro              | LINEAR        |
| 148368 - | 2000 SO105             | 24 de setembre de 2000 | Socorro              | LINEAR        |
| 148369 - | 2000 SW108             | 24 de setembre de 2000 | Socorro              | LINEAR        |
| 148370 - | 2000 SE119             | 24 de setembre de 2000 | Socorro              | LINEAR        |
| 148371 - | 2000 SU129             | 22 de setembre de 2000 | Socorro              | LINEAR        |
| 148372 - | 2000 ST137             | 23 de setembre de 2000 | Socorro              | LINEAR        |
| 148373 - | 2000 SP165             | 23 de setembre de 2000 | Socorro              | LINEAR        |
| 148374 - | 2000 SW174             | 28 de setembre de 2000 | Socorro              | LINEAR        |
| 148375 - | 2000 SO184             | 20 de setembre de 2000 | Haleakala            | NEAT          |
| 148376 - | 2000 SX195             | 24 de setembre de 2000 | Socorro              | LINEAR        |
| 148377 - | 2000 SN281             | 23 de setembre de 2000 | Socorro              | LINEAR        |
| 148378 - | 2000 SP282             | 23 de setembre de 2000 | Socorro              | LINEAR        |
| 148379 - | 2000 SQ294             | 27 de setembre de 2000 | Socorro              | LINEAR        |
| 148380 - | 2000 SS307             | 30 de setembre de 2000 | Socorro              | LINEAR        |
| 148381 - | 2000 SC309             | 30 de setembre de 2000 | Socorro              | LINEAR        |
| 148382 - | 2000 SR318             | 26 de setembre de 2000 | Socorro              | LINEAR        |
| 148383 - | 2000 SA352             | 26 de setembre de 2000 | Anderson Mesa        | LONEOS        |
| 148384 - | 2000 SV373             | 26 de setembre de 2000 | Apache Point         | SDSS          |
| 148385 - | 2000 TG10              | 1 d'octubre de 2000    | Socorro              | LINEAR        |
| 148386 - | 2000 TM19              | 1 d'octubre de 2000    | Socorro              | LINEAR        |
| 148387 - | 2000 TS29              | 4 d'octubre de 2000    | Socorro              | LINEAR        |
| 148388 - | 2000 TU33              | 1 d'octubre de 2000    | Socorro              | LINEAR        |
| 148389 - | 2000 TN35              | 6 d'octubre de 2000    | Anderson Mesa        | LONEOS        |
| 148390 - | 2000 TU37              | 1 d'octubre de 2000    | Socorro              | LINEAR        |
| 148391 - | 2000 TV61              | 2 d'octubre de 2000    | Anderson Mesa        | LONEOS        |
| 148392 - | 2000 TQ68              | 5 d'octubre de 2000    | Socorro              | LINEAR        |
| 148393 - | 2000 UV12              | 25 d'octubre de 2000   | Socorro              | LINEAR        |
| 148394 - | 2000 UU23              | 24 d'octubre de 2000   | Socorro              | LINEAR        |
| 148395 - | 2000 UL38              | 24 d'octubre de 2000   | Socorro              | LINEAR        |
| 148396 - | 2000 UJ43              | 24 d'octubre de 2000   | Socorro              | LINEAR        |
| 148397 - | 2000 UE55              | 24 d'octubre de 2000   | Socorro              | LINEAR        |
| 148398 - | 2000 UY61              | 25 d'octubre de 2000   | Socorro              | LINEAR        |
| 148399 - | 2000 UB78              | 24 d'octubre de 2000   | Socorro              | LINEAR        |
| 148400 - | 2000 UW80              | 24 d'octubre de 2000   | Socorro              | LINEAR        |